# Arad (Israël)
Arad (Hebreeuws: ערד) is een plaats in Israël, 25 kilometer ten westen van de Dode Zee en 45 kilometer ten oosten van Beersjeba. Het ligt aan de rand van de woestijn van Judea aan de noordoostkant van de Negev, niet ver van de plaats Massada, ongeveer 640 meter boven zeeniveau. In 2003 had de stad ongeveer 28.000 inwoners.

## Geschiedenis
De Kanaänitische stad Arad wordt al in de Hebreeuwse Bijbel, genoemd, en lag bij het huidige Tel Arad, op ongeveer 9 kilometer afstand van de stad. De moderne stad is hiernaar genoemd.
Tot 1948 werd Tel Arad bewoond door de Jahalin, een van de grootste bedoeïenenstammen in dat gebied. Bij het trekken van de Groene Lijn na de Arabisch-Israëlische Oorlog van 1948 kwam Tel Arad te liggen in de nieuwe staat Israël. Bedoeïenen werden gedwongen hun oorspronkelijke woongebied te verlaten. De Jahalin werden buiten de grenzen van Israël verdreven naar de Westelijke Jordaanoever. Als vluchtelingen verbleven zij in de omgeving van Hebron en Bethlehem, in de hoop snel te kunnen terugkeren naar hun grondgebied bij Tel Arad. Deze bedoeïenen belandden uiteindelijk in 'zone C' het gebied dat bij de Oslo-akkoorden van 1993 onder bestuur van Israël kwam.
In 1962 werd bij Tel Arad door jonge Israëli's, voornamelijk afkomstig uit kibboetsen en mosjavs, het huidige Arad gesticht..

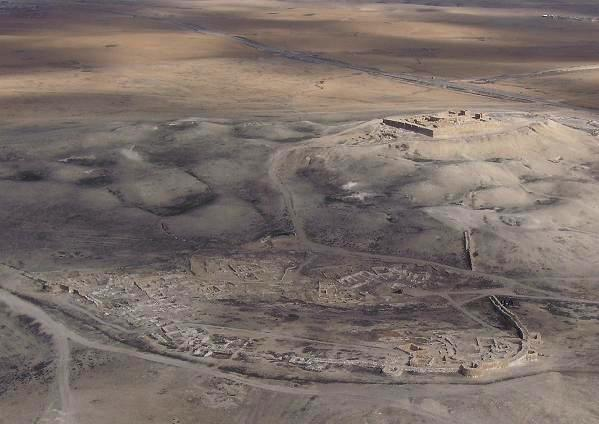
Luchtfoto van Tel Arad

Bij de archeologische plaats Tel Arad zijn tussen 1962 en 1984 opgravingen gedaan, die overblijfselen van huizen, een fort en een tempel voor JHWH, met een allerheiligste inclusief massebe, blootlegden. Met name vanwege het belang van deze archeologische opgravingen is de stad bekend geworden. De Kanaänitische stad was ongeveer 2000 v.Chr. gesticht. Tel Arad is een nationaal park van Israël.
Het Arad gold lange tijd, naast Karmiël, als een Israëlisch voorbeeld van goede planning (in tegenstelling tot de plaatsen uit de jaren 1950 zoals Sderot en Ofakim). Hoewel de eerste inwoners vaak uit Israël kwamen, geraakte de bevolking al snel meer divers, en het biedt de stad nu huisvesting aan vele immigranten, bedoeïenen en ook een kleine gemeenschap van Afrikaanse Hebreeërs (die hun centrum hebben in het nabijgelegen Dimona).

## Economie, toerisme

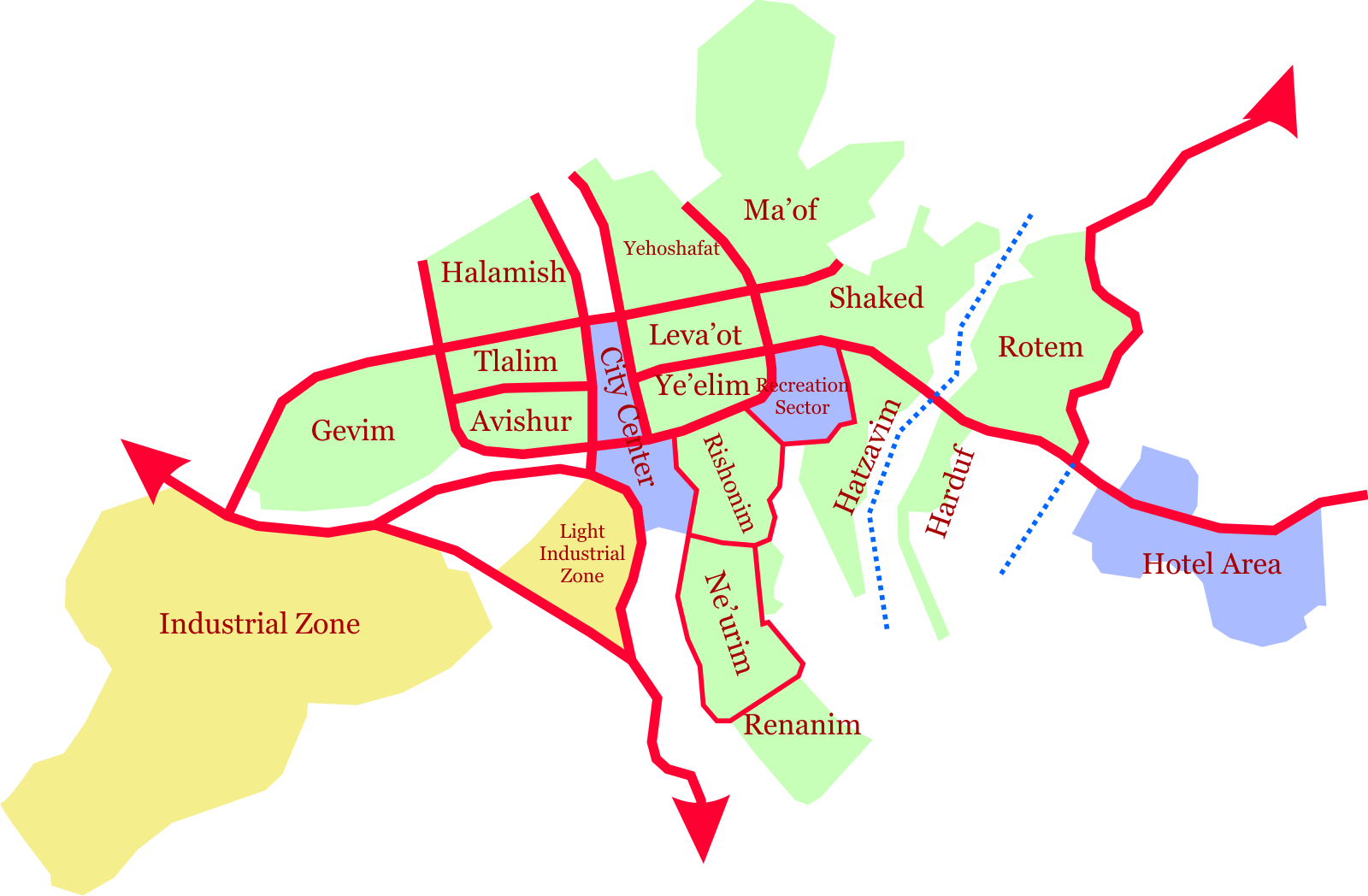
Wijken van de moderne stad

Werkgelegenheid vinden de inwoners van Arad onder andere in de toeristische industrie, hightech, de Dode Zeewerken, legerbases en chemische industrie buiten de stad. Andere inwoners maken dagelijks de reis naar Beer Sheva, waar als districtshoofdstad veel werk in de dienstensector te vinden is.
De stad zelf heeft een 'schoon' industrieterrein, zonder vervuilende industrieën. Op dit industrieterrein is een belangrijke vestiging van Motorola. Voorts zijn er enkele kunstgalerieën.
Hotels zijn voornamelijk gelegen aan het zuidoosten van de stad. De stad is hoog gelegen en is daarmee een belangrijk rustoord voor Israëlisch astmapatiënten. Voorts verblijven vele toeristen in Arad bij bezoeken aan Massada, de Dode Zee, de Negev-woestijn en de Woestijn van Judea. Ja'acov Ben Zaken en Noam Bedein van het Dead Sea Revival Project nemen toeristen mee de Dode Zee op om de gevolgen van de terugtrekkende kustlijn te tonen.

## Zustersteden
- Burlington (Vermont) in de Verenigde Staten, sinds 1991
- Wilmington (Delaware) in de Verenigde Staten, sinds 1973
- Dinslaken in Duitsland, sinds 1989